# Amphioctopus marginatus
Octopus marginatus är en bläckfiskart som beskrevs av Isao Taki 1964. Octopus marginatus ingår i släktet Octopus och familjen Octopodidae. Inga underarter finns listade i Catalogue of Life.